# 2004 RW10
2004 RW10是一顆环绕太阳运行的近地小行星。

## 概述
2004 RW10是由美國麻省理工学院的林肯近地小行星研究小組（LINEAR）於2004年9月發現的，該物體由於其運行軌道靠近地球軌道，可能會有撞擊地球的危險。

## 基本參數
- 名稱：2004 RW10

### 軌道根數
- 日期：2453260.5（世界標準時2004年9月12日00時00分00秒，曆書時）
- 偏心率：0.586906981147436
- 升交點黃經：207.894147438795°
- 軌道半徑：2.33975518407517天文單位
- 公轉週期：3.5790地球年
- 近日點日距：0.966536532365549天文單位
- 近日點角距：69.5005294302288°
- 黃經平均變化率：0.275390°／天
- 近日點日期：2453200.25631944（世界標準時2004年7月13日18時09分06秒，曆書時）
- 軌道傾角：3.12130481401225°
- 遠日點日距：3.71297384天文單位